# Décès en 1216
Décès
- 1212
- 1213
- 1214
- 1215
- 1216
- 1217
- 1218
- 1219
- 1220

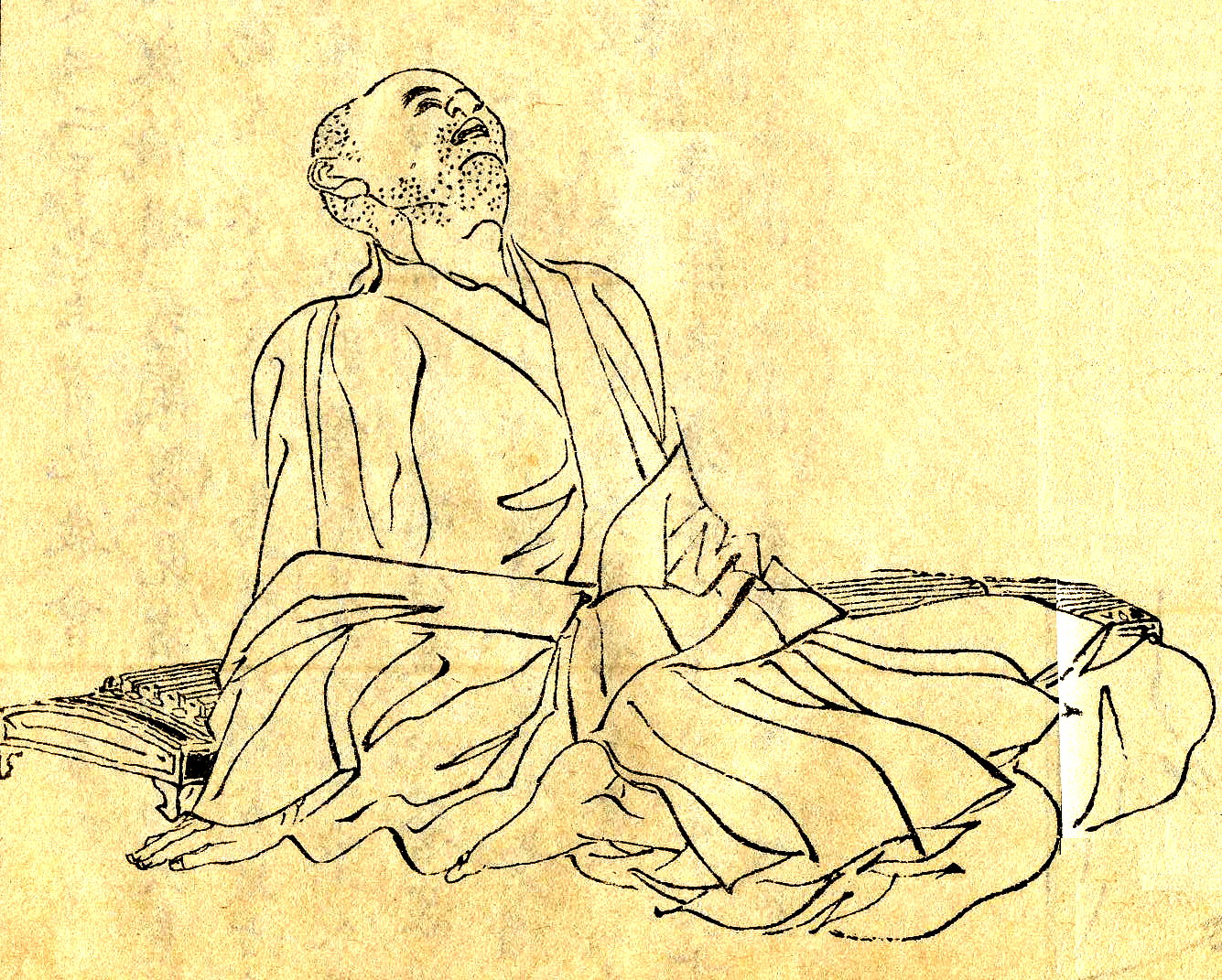
Kamo no Chōmei, mort en 1216.

Cette page dresse une liste de personnalités mortes au cours de l'année 1216 :
- 18 janvier : Guy II de Dampierre, connétable de Champagne (1174-1216), seigneur de Dampierre, de Bourbon et de Montluçon.
- 10 avril : Éric X de Suède, roi de Suède.
- avant juin : Helvis d'Ibelin, dame de Tyr.
- 11 juin : Henri Ier de Constantinople, empereur de Constantinople.
- après juillet : Bertrando, Cardinal-diacre de S. Giorgio in Velabro.
- 16 juillet : Innocent III, 176e pape.
- 18 juillet : Benedetto, Cardinal-diacre de S. Maria in Domnica, Cardinal-prêtre de S. Susanna, Cardinal-évêque de Porto e Santa Ruffina.
- 18 ou 19 octobre : Jean d'Angleterre (Jean sans terre) roi d'Angleterre.

- Jetsün Dragpa Gyaltsen,  ou Dragpa Gyaltsèn, chef de l'école Sakyapa du bouddhisme tibétain et l’un des Cinq Grands Maîtres de Sakya.
- El-Malik ed-Zahir Ghazi, émir d’Alep.
- Gérard III de Rieneck, comte de Reineck.
- Giovanni da Ferentino, cardinal-diacre de S. Maria in Via Lata.
- Gregorio, Cardinal-évêque de Sabina.
- Gwenwynwyn ap Owain, prince du sud du Powys.
- Ide de Lorraine, ou Ide de Boulogne, comtesse de Boulogne.
- Kamo no Chōmei, auteur japonais, poète (waka) et essayiste.
- Maxime II de Constantinople, patriarche de Constantinople résidant à Nicée.
- Princesse Sukeko, princesse et impératrice du Japon.

## Crédit d'auteurs
- Cet article est partiellement ou en totalité issu de l'article intitulé « 1216 » (voir la liste des auteurs).